# Betriebswerkstatt Hamburg-Tiefstack

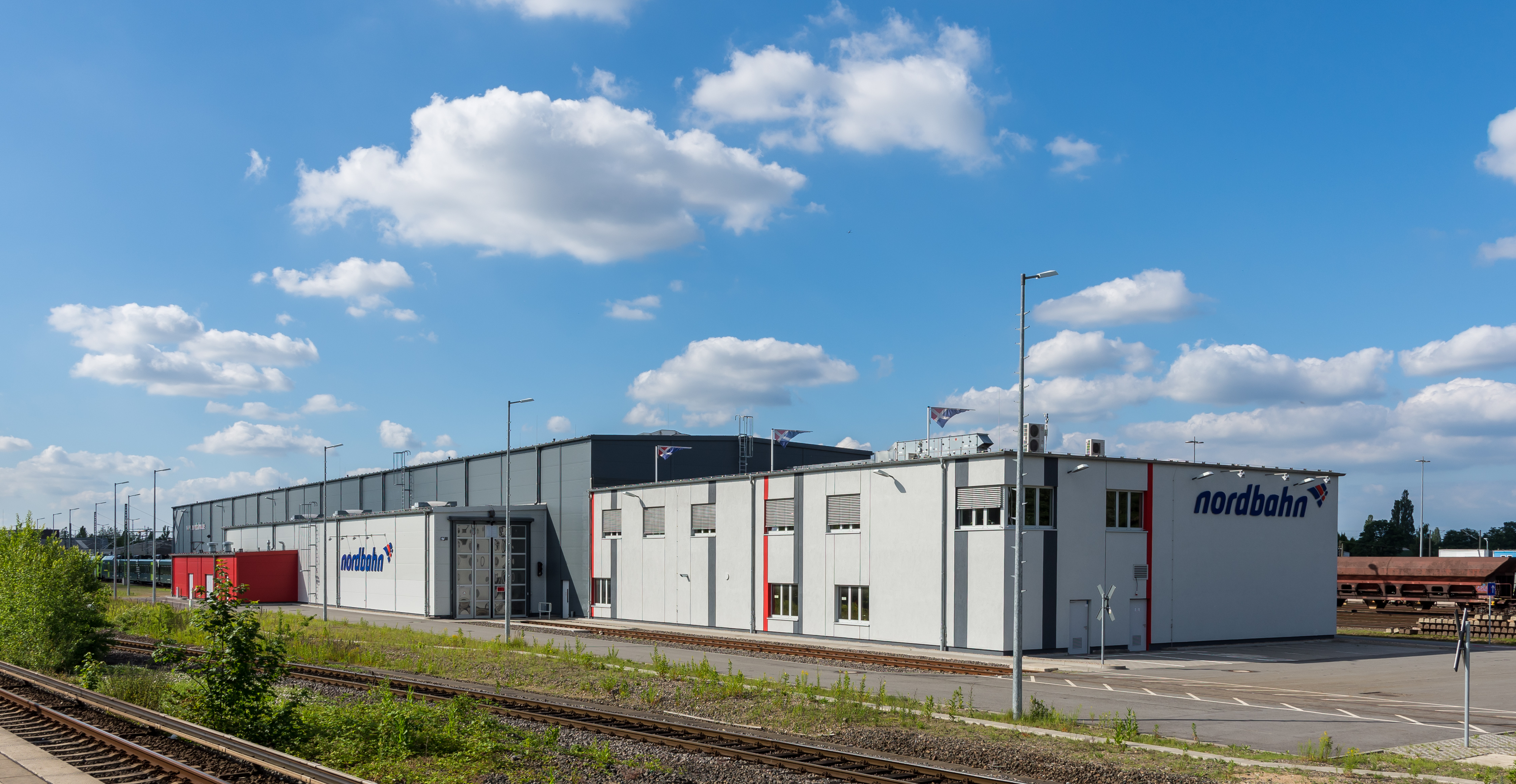
Ansicht der Werkstattanlage von Südosten

Die Betriebswerkstatt Hamburg-Tiefstack liegt in Hamburg im Tiefstack. Sie wird von der Nordbahn Eisenbahngesellschaft genutzt und wurde 2013/2014 für ca. 15 Millionen Euro neu gebaut. Dort sind 15 moderne Elektrotriebwagen (ET) Stadler Flirt 3 beheimatet. Die Triebwagen verkehren seit dem letzten Fahrplanwechsel zwischen Hamburg-Altona und Wrist sowie Hamburg Hbf und Itzehoe auf den Linien RB 61 und RB 71.
Seit 2022 werden in Tiefstack auch Doppelstock-Triebzüge des Typs Stadler Kiss der DB Regio Schleswig-Holstein gewartet, die von Hamburg Hbf über Lübeck Hbf nach Lübeck-Travemünde Strand fahren.
Die Werkstatt befindet sich nördlich des S-Bahn-Bahnhofs Tiefstack und ist über die Berlin-Hamburger Bahn an den Hamburger Hauptbahnhof angeschlossen. Weichen und Signale werden vom Stellwerk Tf gestellt.
Zentrales Gebäude ist die Fahrzeughalle mit drei Schuppengleisen, zwei davon sind elektrifiziert. Angebaut ist eine Triebwagen-Waschanlage. An die Fahrzeughalle schließt sich ein Bürotrakt an. Im Vorfeld liegen weitere Abstellgleise, außerdem ist dort eine Ver- und Entsorgungsanlage für die Toiletten installiert.
In der Werkstätte kommen Bahnstrom mit einer Spannung von 15 kV, 16,7 Hz, Einphasenwechselstrom mit einer Spannung von 230 V, 50 Hz und Dreiphasenwechselstrom mit einer Spannung von 400 V, 50 Hz zum Einsatz. Das Werk verfügt über eine autonome Beheizung. Wasserversorgung und Abwasserentsorgung erfolgen durch Hamburg Wasser.
Die Belieferung mit Ersatzteilen oder Hilfsstoffen erfolgt über eine Straßenanbindung per Lkw.
Die Werkstatt wurde von der Hamburger Schnellbahn-Fahrzeug-Gesellschaft mbH (HSF) errichtet und wird von dieser an die Nordbahn vermietet. Die HSF ist Tochterunternehmen der Hochbahn.